# Amusical Propaganda for Sociological Warfare
Amusical Propaganda for Sociological Warfare è uno split album dei gruppi grindcore Leng Tch'e e Warscars, pubblicato nel 2006 attraverso l'etichetta Bones Brigade.

## Tracce

### Leng Tch'e
1. Confluence of Consumers - 03:01
2. Pattern - 01:48
3. Sole of Mistrust - 02:22
4. The Divine Collapse - 02:49
5. Self-Pity as a Daily Routine - 01:06
6. Convenient Subverting - 01:43
7. As Tolerance Subdued - 02:29
8. Submissive Manifesto - 02:04
9. Looks That Kill (cover dei Mötley Crüe) - 04:19

### Warscars
1. To the Battlefields - 00:57
2. Worthless Behaviour - 00:48
3. Terror - 00:51
4. Being True Means You're An Asshole - 01:06
5. Understanding (cover dei Napalm Death) - 00:04
6. Lucid Fairytale (cover dei Napalm Death) - 00:54
7. A Filthy Mind in a Healthy Body - 00:49
8. 3000 Green Bucks - 01:51
9. Gokudo - 01:25
10. Prayer - 00:48
11. So, You Listen to Grindcore Since 1988? - 00:46
12. Not Me (cover dei S.O.B.) - 01:18
13. The Chosen Ones - 01:18
14. Grindcore Paradise - 01:05
15. Unity - 00:22
16. Consideration - 01:04
17. Deceived (cover degli Extreme Noise Terror) - 04:46

## Formazione
- Boris Cornelissen - voce
- Sven de Caluwé - batteria
- Geert Devenster - chitarra
- Jan Hallaert - chitarra
- Nicolas Malfeyt - basso